# Marknadsplatsen
Marknadsplatsen este o arie protejată (arie specială de conservare — SAC, sit de importanță comunitară — SCI) din Suedia întinsă pe o suprafață de 28,2 ha, integral pe uscat.

## Localizare
Centrul sitului Marknadsplatsen este situat la coordonatele 55°41′38″N 14°12′39″E / 55.694°N 14.2109°E.

## Înființare
Situl Marknadsplatsen a fost declarat sit de importanță comunitară în decembrie 1995 pentru a proteja 1 specie de plante. Situl a fost protejat și ca arie specială de conservare în martie 2011.

## Biodiversitate
Situată în ecoregiunea continentală, aria protejată conține 5 habitate naturale: Pajiști uscate seminaturale și facies de acoperire cu tufișuri pe substraturi calcaroase (Festuco-Brometalia) (* situri importante pentru orhidee), Dune de coastă fixe cu vegetație erbacee („dune gri”), Pajiști uscate europene, Pajiști calcaroase din nisipuri xerice, Pajiști fino-scandinave uscate până la mezice, bogate în specii de altitudine mică.
La baza desemnării sitului se află o specie protejată de  plante: Dianthus arenarius subsp. arenarius.